# Kiiara
Kiiara (Wilmington, 24 mei 1995), artiestennaam van Kiara Saulters, is een Amerikaanse zangeres. In 2015 bracht ze haar debuutsingle Gold uit, die een 13e positie behaalde in de Amerikaanse Billboard Hot 100. Toen ze de single uitbracht werkte ze in een winkel.
Kiara Saulters is sinds 2013 actief in de muziekindustrie en heeft, anno 2023, een platencontract met Atlantic Records. 